# Edward Craggs-Eliot, I barone Eliot
Edward Craggs-Eliot, I barone Eliot (Londra, 8 luglio 1727 – Port Eliot, 17 febbraio 1804), è stato un politico inglese.

## Biografia
Era il figlio di Richard Eliot, e di sua moglie, Harriot Craggs, sorella di James Craggs.

## Carriera
Frequentò la St Mary Hall, Oxford ma non si laureò mai. Viaggiò nell'Europa occidentale (1747-1748). principalmente nella Repubblica delle Sette Province Unite, in Germania e in Svizzera. Nel 1748 succedette al padre.
Dal 1748 al 1768 fu un deputato per St. Germans e Port Eliot. In seguito fu deputato per Liskeard (1768–1774), for St. Germans (1774–1775) e perla Cornovaglia (1775–1784).
Nel 1751 ricoprì la carica di Receiver General del Ducato di Cornovaglia.
Il 13 gennaio 1784 venne nominato Barone Eliot. Nel 1789 cambiò il suo cognome da Eliot a Craggs-Eliot, presumibilmente per evitare l'estinzione del cognome Craggs. Tuttavia, i figli utilizzarono il cognome di Eliot.
Eliot era un conoscente del Dr Samuel Johnson e del mecenate di Sir Joshua Reynolds.

## Matrimonio
Sposò, il 25 settembre 1756, Catherine Elliston (1735–23 febbraio 1804), figlia del capitano Edward Elliston. Ebbero quattro figli:
- Edward James Eliot (9 agosto 1757–settembre 1757)
- Edward James Eliot (24 agosto 1758–20 settembre 1797)
- John Eliot, I conte di St. Germans (30 settembre 1761–17 novembre 1823)
- William Eliot, II conte di St. Germans (1 aprile 1767–19 gennaio 1845)

## Morte
Morì il 17 febbraio 1804 a Port Eliot e fu sepolto a St. Germans.